# پاپوناهوا
پاپوناهوا (انگلیسی: Papunahua) روستایی در کشور کلمبیا است.